# Karl von Abel
Karl von Abel (Wetzlar, 1788. szeptember 17. – München, 1859. szeptember 3.) bajor államférfi.

## Élete
Jogot végzett 1806 és 1809 között és már 1827-ben miniszteri tanácsos lett. 1832-ben Görögországba ment, ahol mint az ideiglenes kormány tanácsosa sok érdemet szerzett. Bajorországba 1834-ben tért vissza. 1837-ben a belügy- és 1840-ben a pénzügyminisztérium vezetésével is megbízták. Megtagadva előbb vallott szabadelvű nézeteit az abszolutizmus és ultramontanizmus szolgálatába szegődött. Az 1839-40-es országgyűlésen erősen vitatta, hogy Bajorországnak csak rendi és nem képviseleti alkotmánya van, hogy a közteher megszavazásának joga az országgyűlést nem illeti és hogy a miniszterek csakis a legfelsőbb királyi akaratnak végrehajtó eszközei. Ekkor jelent meg az a rendelet, mely katolikus isteni tisztelet alkalmával a protestáns vallású katonákat is térdhajtásra kötelezte; s ezentúl egymásután következtek az evangélikus egyház jogait sértő rendeletek. Abszolutisztikus és ultramontán törekvései a leghevesebb ellenállásra találtak, de mégsem bukott meg ezek miatt. A király kegyét csak akkor vesztette el, amikor Lola Montez táncosnőnek honosítását és nemesítését megtagadta (1847. február 17.). Ekkor Torinóba küldték követnek. Az ultramontán párt 1848-ban a kamarába választotta, de miután itt a legkíméletlenebb támadásoknak volt kitéve, a politikai élettől nemsokára teljesen visszavonult.